# Rebecca St. James
Rebecca St. James, née Rebecca Jean Smallbone le 26 juillet 1977 à Sydney, en Australie, est une chanteuse et compositrice de rock chrétien évangélique et une actrice. Elle est connue pour ses singles Wait For Me et God.
Son histoire est racontée dans le film Une voix inespérée sortie en 2024.

## Enfance
Rebecca St. James est née le 26 juillet 1977 à Sydney, en Australie . Ses parents sont David et Helen Smallbone.

## Carrière musicale
La carrière musicale de Rebecca St. James commença en 1990 lorsqu'elle faisait l'ouverture des shows de l'artiste de musique contemporaine chrétienne Carman, pendant sa tournée australienne. En 1991, elle sort son premier album, Refresh My Heart, sous le nom de Rebecca Jean. Cette même année, elle a déménagé à Nashville (Tennessee) avec ses parents, sa sœur, Libby, et ses cinq frères, Ben, Dan, Joel, Josh et Luke . Avec sa famille, elle a été dans une situation financière difficile, mais ils ont été soutenus par des voisins qui leur apportaient de la nourriture et l’église baptiste de leur quartier qui leur a donné des meubles après avoir appris qu’ils dormaient sur le sol.
En 1993, après avoir chanté à la Première église baptiste de Franklin  (devenue Church of the City), elle signe avec ForeFront Records et prend son nom de scène à la demande du label. En 1994, elle sort son premier opus, intitulé Rebecca St. James.

### GodetPray(1996–1999)
Le 25 juin 1996, Rebecca  St. James sort son deuxième album God, incluant le hit God. Cet album fit prendre à la musique de Rebecca une nouvelle direction, tendant davantage vers le rock. Cela a conduit à des critiques positives, avec notamment des classements dans le Billboard américain. En 1997, elle est sélectionnée pour un Grammy Award pour le meilleur album Rock/Gospel avec God et en 2005 l'album est certifié disque d'or avec 500 000 ventes. Pour promouvoir l'album, Rebecca a publié un livre de prières intitulé 40 Days with God en 1996.
En 1997, Rebecca publie la suite de son livre, intitulé You're the Voice: 40 More Days with God. Le 7 octobre de la même année, elle sort son premier album de Noël, intitulé simplement Christmas.
Le 20 octobre 1998, Rebecca sort son troisième album studio Pray. L'album gagne un Grammy Award en 1999 pour le meilleur album Rock/Gospel, et est certifié disque d'or en 2006.
En 1999, Rebecca sort une chanson intitulée Yes, I Believe In God pour la radio uniquement, en mémoire des victimes de la fusillade du lycée Columbine. La chanson a été sortie plus tard sur l'album Wait For Me: The Best From Rebecca St. James.
En 1999 également, Rebecca sort une Video Home System intitulé No Secrets incluant des interviews d'elle et sa famille, des courts-métrages et le clip de la chanson Pray.

### Transform,Worship Godet 10 ans sur le label (2000–2004)
Le 24 octobre 2000, Rebecca sort un nouvel album intitulé Transform. L'album recueille des commentaires positifs et inclut les hits "Wait For Me" et "Reborn". Plus tard en 2001, le livre de prières 40 Days with God a été réédité.
En 2000, Rebecca fait une apparition dans le film Left Behind: The Movie.
En 2002, pour faire la promotion du single Wait For Me de l'album Transform, Rebecca sort le livre Wait For Me: Rediscovering the Joy of Purity in Romance, qui s'est vendu à plus de 100,000 exemplaires. La chanson et le livre avaient pour but de promouvoir les pactes de pureté avant le mariage, et Rebecca est depuis devenue une porte-parole importante sur le sujet.
Un an et demi plus tard, le 26 février 2002, Rebecca sort l'album Worship God. Les critiques furent extrêmement positives. Elle sort un DVD pour promouvoir l'album le 19 novembre 2002, incluant des clips, des interviews, etc.
Le 25 mars 2003, pour célébrer les 10 ans de sa signature chez ForeFront Records, Rebecca a sorti son premier best-of intitulé Wait For Me: The Best From Rebecca St. James, qui comprend 16 de ses plus gros succès et deux nouvelles chansons, dont le hit "I Thank You".
Le 24 février 2004, Rebecca sort son premier album live intitulé Live Worship: Blessed Be Your Name qui inclut 7 nouvelles chansons et 2 morceaux enregistrés en studio. La même année, Rebecca sort son livre SHE: Safe, Healthy, Empowered: The Woman You're Made to Be.

### If I Had One Chance to Tell You Something(2005–2008)

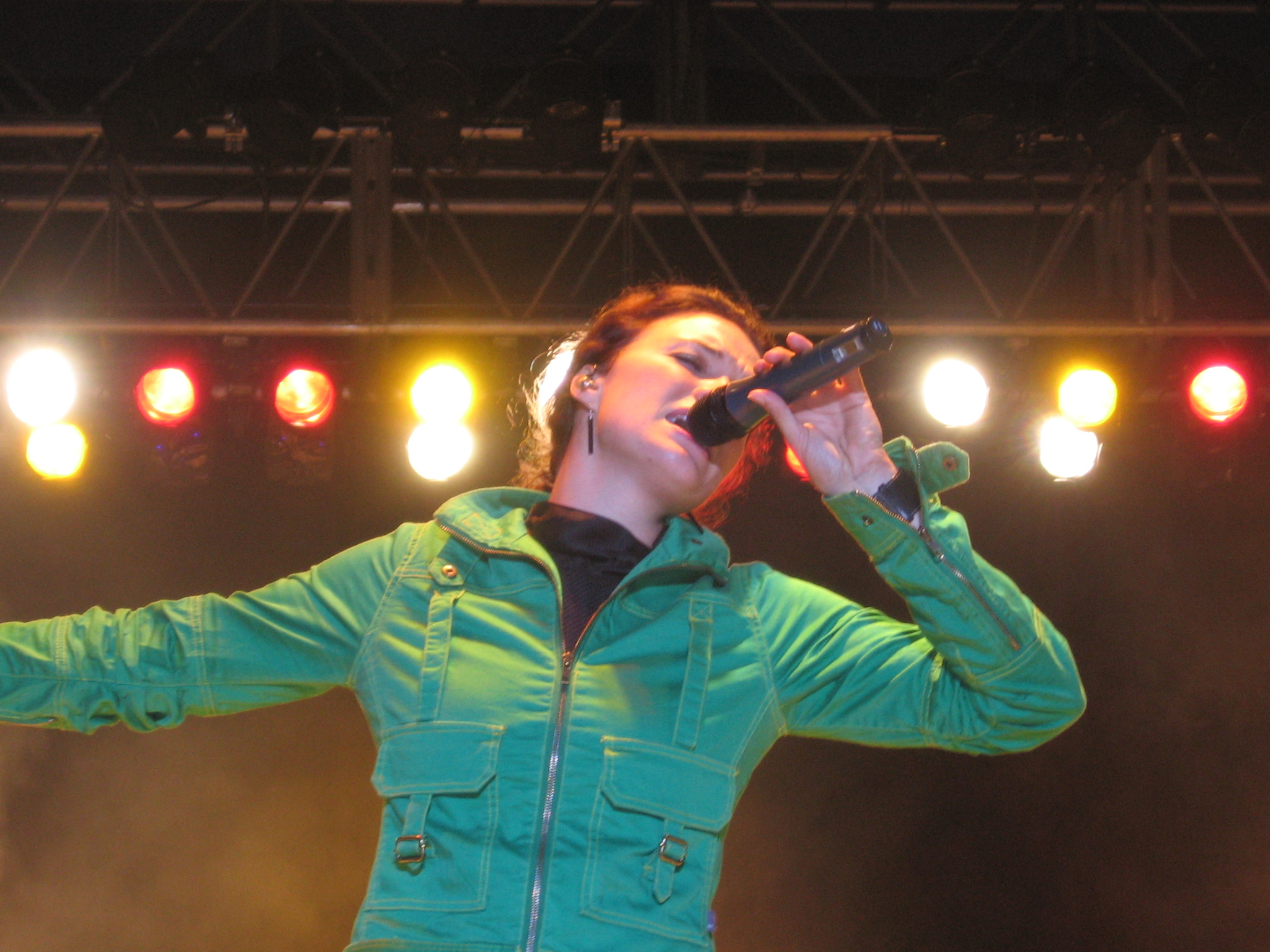
Rebecca St. James en concert au festival musical Higher Ground en août 2007

Après une pause, Rebecca retourne en studio début 2005 pour enregistrer de nouvelles chansons. Le 24 octobre 2005, le premier single du prochain album, "Alive", a été sorti. Le nouvel album, intitulé If I Had One Chance To Tell You Something est sorti le 22 novembre 2005. Les critiques se montrèrent assez positives.
Le 1er juillet 2005, Rebecca publie une version pour les jeunes de son livre SHE et le 1er octobre 2005, Rebecca sort un nouveau livre intitulé Sister Freaks: Stories of Women Who Gave Up Everything For God.
Début 2006, Rebecca lance sa tournée If I Had One Chance To Tell You Something Tour avec le groupe chrétien BarlowGirl. Rebecca a aussi enregistré le thème de la Journée Nationale de Prière, intitulé "America" et sorti sur iTunes le 2 mai 2006. La même année, ForeFront Records sort une compilation, The Early Years, incluant dix chansons des albums Rebecca St. James, God et Pray.
En 2006, Rebecca St. James fait ses débuts au cinéma dans le film Unidentified, dans le rôle de Colleen.
En 2007, le live de If I Had One Chance... Tour est enregistré, et un CD/DVD sort le 20 mars, intitulé aLIVE in Florida. L'album inclut 14 chansons live et un remix exclusif de "You Are Loved".
Le 11 mars 2008, Rebecca sort un double CD, The Ultimate Collection, avant un best-of intitulé The Greatest Hits le 28 octobre. Le 3 septembre 2008, Rebecca publie un autre livre : Pure: A 90-Day Devotional for the Mind, Body, & Spirit.

### Nouvelles chansons (2009-présent)
En 2009, elle publie son 9e livre What Is He Thinking? . En 2011, elle sort l’album I Will Praise You.

## Vie privée
Elle est la sœur du duo qui compose le groupe For King and Country, Joël et Luke Smallbone.
À 19 ans, elle est devenue membre de l’Église de la ville à Franklin (anciennement connue comme la Première église baptiste de Franklin) .
En avril 2011, elle s’est mariée avec Jacob "Cubbie" Fink, bassiste et choriste du groupe Foster the People . Elle a une fille, Gemma Elena Fink, née le 18 février 2014.

## Discographie
CD
- 1991: Refresh My Heart
- 1994 : Rebecca St. James
- 1996 : God
- 1997 : Christmas
- 1998 : Pray
- 2000 : Transform
- 2002 : Worship God
- 2003 : Wait For Me: The Best From Rebecca St. James
- 2004 : Live Worship: Blessed Be Your Name
- 2005 : If I Had One Chance To Tell You Something
- 2007 : aLIVE in Florida
- 2008 : The Ultimate Collection
- 2011 : I Will Praise You

EP, Bootlegs, éditions limitées
- Extended Play Remixes (1995)
- Transform Pre-Release (2000)
- Alive 2000 (Bootleg)  (2000)
- Worship God Pre-Release (2002)
- 8 Great Hits (2004)
- Gold (2004)
- The Best of Rebecca St. James (2004)
- The Early Years (2006)
- America - The EP (2006)
- Top 5 Hits (2006)
- Holiday Trio (2007)
- The Greatest Hits (2008)

Clips
- Side By Side (1994)
- God (1996)
- You're the Voice (1996)
- O Come All Ye Faithful (1997)
- Pray (1998)
- Reborn (2000)
- Wait For Me (2001)
- Song of Love (2002)
- I Thank You (2003)
- Expressions of Your Love (2003)
- Yes, I Believe In God (2005)
- God Help Me (2007)
- Forgive Me (2007)

## Filmographie
| Année | Titre                    | Rôle                         |
| ----- | ------------------------ | ---------------------------- |
| 2000  | Left Behind: The Movie   | Coordinateur caméra pour GNN |
| 2004  | !Hero                    | Maggie                       |
| 2006  | Unidentified             | Colleen                      |
| 2009  | Sarah's Choice           | Sarah Collins                |
| 2010  | Rising Stars             | Kari                         |
| 2011  | The Frontier Boys        | Judy Bracken                 |
| 2011  | Suing the Devil          | Jasmine Williams             |
| 2013  | A Strange Brand of Happy | Joyce Heller                 |
| 2015  | Faith of Our Fathers     | Annie                        |
| 2016  | Priceless                | Cameo                        |
| 2024  | Unsung Hero              | Hôtesse de l'air             |

## Récompenses
En 2024, au cours de sa carrière, elle a reçu 1 Grammy Award  et 3 Dove Awards.